# Реј Бејкер
Реј Бејкер (енгл. Ray Baker; рођен 9. јула 1948, Омаха, Небраска), амерички је позоришни, филмски и ТВ глумац. Углавном је познат по споредним улогама.
Глумио је у филмовима као што су Глорија (1980), Силквуд (1983), К. Х. С. П. (1984), Силверадо (1985), Кишни човек (1988), Тотални опозив (1990), Стање срца (1990), Ед Вуд (1994), Коначна одлука (1996), Духови прошлости (2000), Пут (2002), те серији Животињско краљевство (2016) између осталих.